# Calathea schunkei
Calathea schunkei är en strimbladsväxtart som beskrevs av H.A.Kenn. Calathea schunkei ingår i släktet Calathea och familjen strimbladsväxter. Inga underarter finns listade.